# The Woman Who Was Nothing
The Woman Who Was Nothing é um filme mudo britânico de 1917, do gênero drama, dirigido por Maurice Elvey e estrelado por Lilian Braithwaite, Madge Titheradge e George Tulley. É uma adaptação do romance de Tom Gallon.

## Elenco
- Lilian Braithwaite
- Madge Titheradge - Brenda
- George Tulley - Richard Marsden
- Leon M. Lion
- Lyston Lyle
- Ruth Mackay
- Douglas Munro
- Marjorie Day